# Cercle de l'aviron de Lyon
Pour les articles homonymes, voir CAL.
Le Cercle de l'aviron de Lyon (CAL) est une association sportive lyonnaise pratiquant l'aviron sur les berges de Saône. Le club est situé au 12 quai Clemenceau à Caluire-et-Cuire, entre l'île Barbe et le tunnel de la Croix-Rousse.

## Le club
Cinquième club français pour ses résultats en compétition au dernier classement national, club formateur de nombreux internationaux dont les plus récents sont Hugo Boucheron et Matthieu Androdias Champions Olympiques à Tokyo en 2021 en deux de couple,.

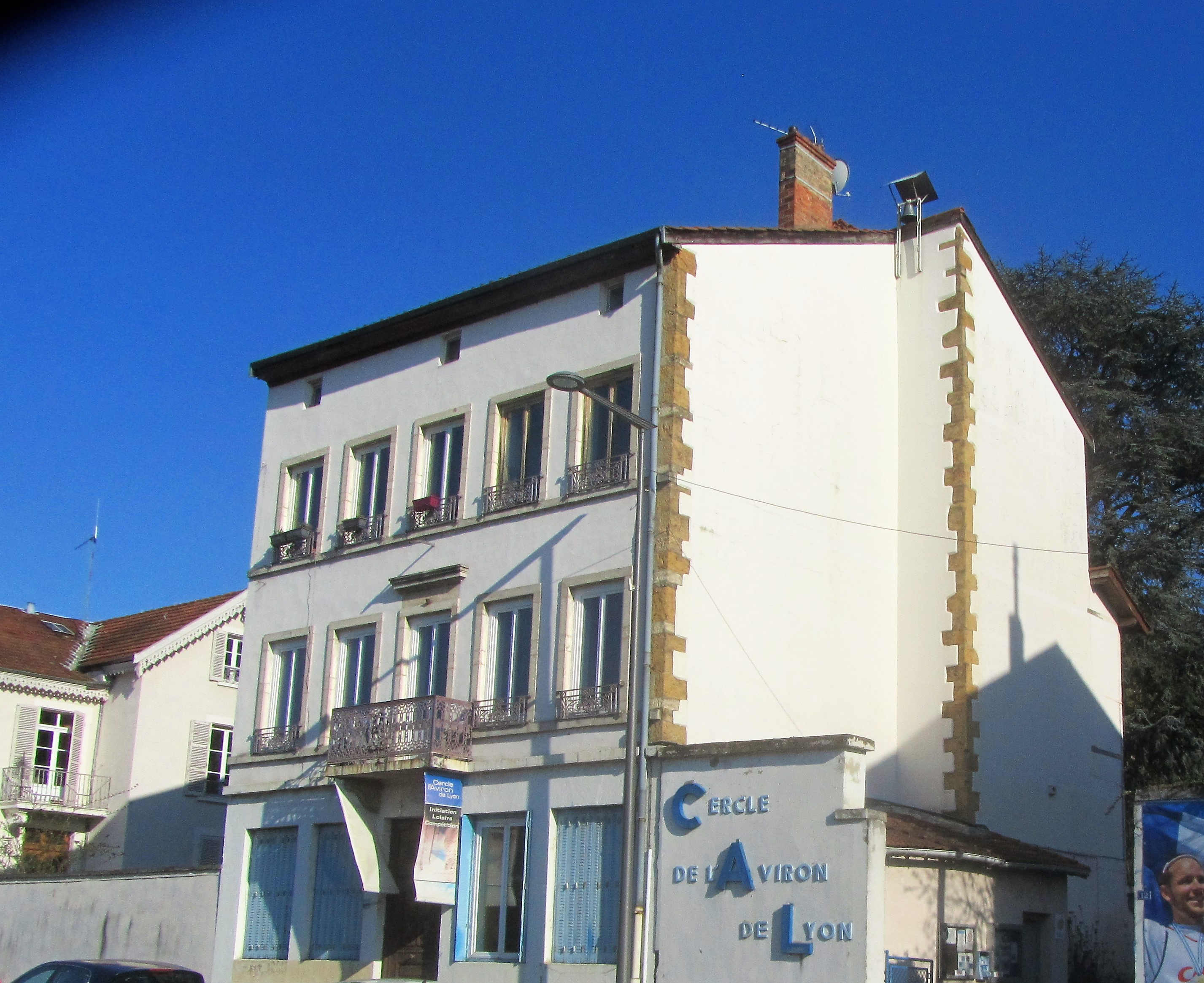
Siège du Cercle de l'Aviron en bord de Saône

Le Cercle de l’aviron de Lyon propose une large gamme d’activités destinées à tous les publics.
Aviron de compétition, aviron loisir, aviron santé, para-aviron, Avifit, aviron entreprise sont autant de façon de pratiquer ce sport, reconnu comme un des plus complets au niveau physiologique, mais également sport d’équipe, sport de glisse et sport nature.
Le club compte 450 licenciés, trois entraineurs salariés et une vingtaine de formateurs bénévoles.

## Palmarès

### Médailles d'or aux championnats depuis 2018

#### Champions Olympiques
- 2021 : Tokyo 2 de couple : Matthieu Androdias, Hugo Boucheron

#### Championnats du Monde
- 2018 : Plovdiv 2 de couple : Hugo Boucheron

#### Championnats d'Europe
- 2021 : Varèse 2 de couple : Matthieu Androdias, Hugo Boucheron
- 2018 : Glasgow 2 de couple : Hugo Boucheron

#### Champion de France
- 2021 : 2x masculin sprint : Louis Ramos, Benjamin Chabanet
- 2021 : 8+ masculin sprint : Guerinot, Cormerais, André, Baratin, Nougarede, Reppelin, Lequy, Cherel, Mathias, bar. Wagner
- 2021 : 8+ masculin sprint : A.Cormerais, A.Nougarede, R.Reppelin, B.Baratin, A.Guerinot, R.Andre, R.Cherel, J.Lequy; 2x masculin sprints : L.Ramos, B.Chabanet
- 2019 : skiff senior masculin : Hugo Boucheron
- 2019 : 8+ mixte sprint : Lola Rousseau, Valentine Baud, Chloé Boistard, Loriane Masson, Alexis Guerinot, Ismaël Bourennane, Alberic Cormerais, Thimoté Guerinot, bar. Alexandra Boistard
- 2019 : 4x J18 masculin : Louis Ramos, Pierre Emmanuel Leveque, Aurèle Hugon-Verlinde, Brice Boisset
- 2018 : 8+ masculin sprint : Guerinot, André, Martin, Boucheron, Baratin, Nougarede, Reppelin, Mathias, bar. Wagner
- 2018 : 8+ masculin : Mathias, Chabanet, Reppelin, Baratin, Boucheron, Antognelli, Nougarede, Cormerais, bar. Wagner
- 2018 : 4- J16 masculin : Seida, Maxime Baldacchino, Baptiste Berthet, Charles Donot
- 2018 : 4- J18 féminin : Anaïs Kolb, Chloé Boistard, Lorraine De Saint Germain, Émilie Rive

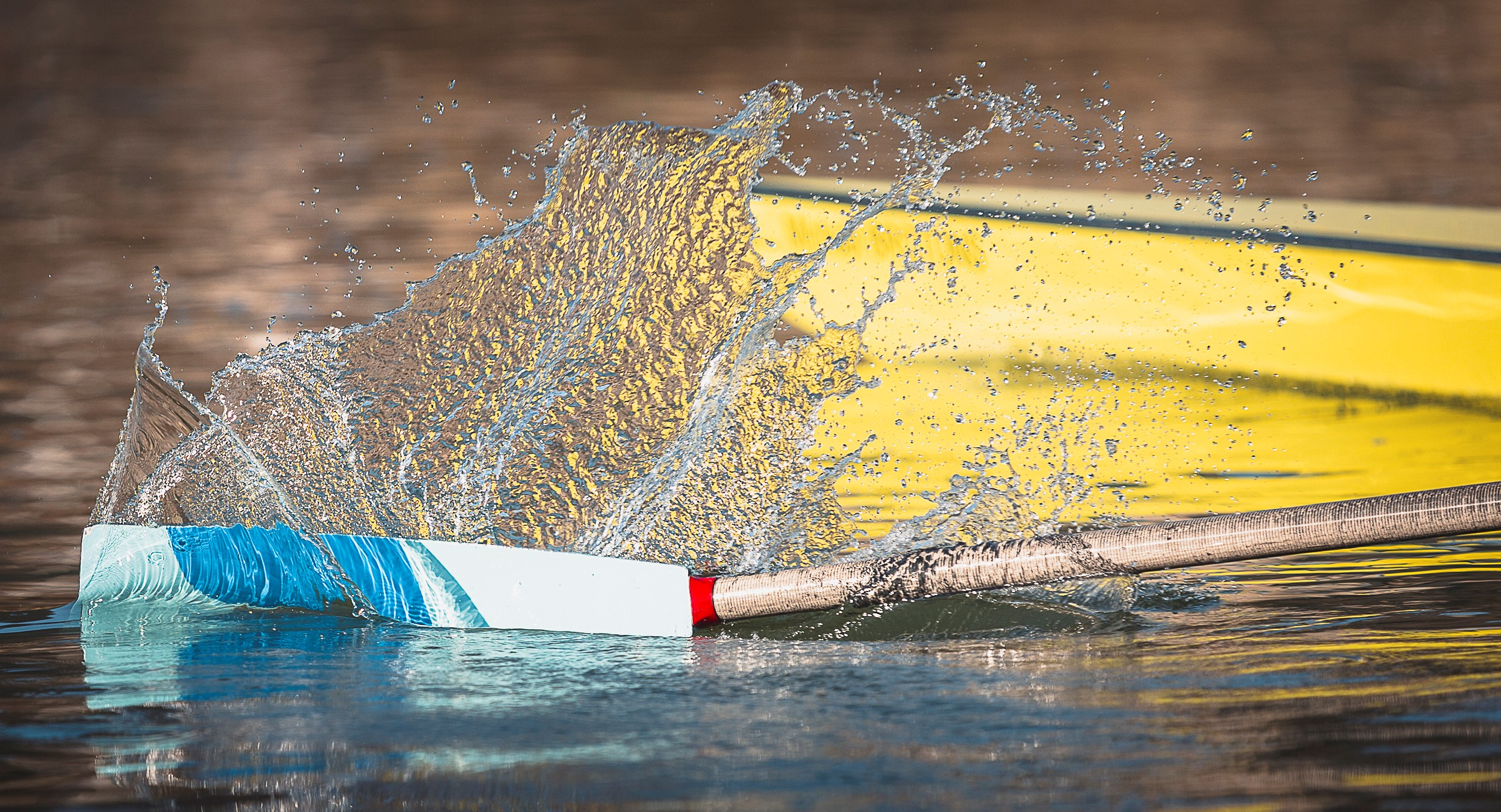
Cercle Aviron de Lyon